# Фила (дъщеря на Антипатър)
Вижте пояснителната страница за други личности с името Фила.
Фила (на старогръцки: Φίλα; * 340 г. пр. Хр.; † 287 г. пр. Хр.) е македонска благородничка и диадохска царица.

## Биография
Тя е най-голямата от четирите дъщери на македонския пълководец Антипатър, който след тръгването на Александър Велики в Азия през 334 г. пр. Хр. управлява Древна Македония.
Фила се омъжва първо за Балакрос († 324 г. пр. Хр. в Писидия), телохранител на Александър Велики и става 333 г. пр. Хр. сатрап на Киликия. Двамата имат три сина Антипатър, Тразей и Балакрос.
През 322/321 г. пр. Хр. тя е омъжена за Кратер, който пада убит в битката при Хелеспонт през пролетта 320 г. пр. Хр. С него тя има син Кратер от Коринт.
През 320 г. пр. Хр. се омъжва за цар Деметрий I Полиоркет († 283 г. пр. Хр.). С него тя има две деца:
- Антигон II Гонат (* 319, † 239 г. пр. Хр.), цар на Древна Македония
- Стратоника I (* 317; † сл. 268 г. пр. Хр.), която става съпруга на Селевк I Никатор и на Антиох I Сотер.